# كوربولا
كوربولا (بالإيطالية: Corbola) هي كومونا في مقاطعة رفيغة في منطقة فنيتة بشمال شرق إيطاليا، وتقع على بعد 50 كيلومترًا (31 ميلًا) جنوب غرب مدينة البندقية و25 كيلومترًا (16 ميلًا) جنوب شرق رفيغة.